# Исии, Лесли
Ле́сли Иси́и (англ. Leslie Ishii) — американская актриса

, театральный режиссёр

, драматург и театральный педагог. Художественный руководитель театра «Perseverance» (с июля 2019 года).

## Ранние годы
Лесли Исии, японка по происхождению, родилась в США в четвёртом поколении.

## Карьера
Исии работала в качестве актрисы и режиссёра в различных театрах, в том числе на Бродвее. С 1993 года она снимается в кино и на телевидении, занимается озвучиванием, преподаёт актёрское мастерство, речь и вокал. С июля 2019 года занимает пост художественного руководителя театра «Perseverance» на острове Дуглас в Джуно, штат Аляска. Является членом SAG-AFTRA, Актёрской ассоциации за справедливость и Общества режиссёров и хореографов.

## Фильмография
| Год       |    | Русское название          | Оригинальное название      | Роль                                                                                  |
| --------- | -- | ------------------------- | -------------------------- | ------------------------------------------------------------------------------------- |
| 1993      | с  | Жизнь продолжается        | Life Goes On               | Саманта                                                                               |
| 1995      | ф  | Особь                     | Species                    | медсестра в больнице                                                                  |
| 1995—1997 | с  | Первое убийство           | Murder One                 | репортёр                                                                              |
| 1997      | мф | Принцесса Мононоке        | もののけ姫                 | исполнительница татарской песни                                                       |
| 1997      | с  | Фрейзер                   | Frasier                    | стюардесса                                                                            |
| 1997      | с  | Профайлер                 | Profiler                   | Серина Тогоагава                                                                      |
| 1997      | с  | Нас пятеро                | Party of Five              | секретарь                                                                             |
| 1998—1999 | с  | Беверли-Хиллз, 90210      | Beverly Hills, 90210       | медсестра / Мишель Сосна                                                              |
| 2000      | ф  | Бродяга                   | The Stray                  | доктор Каплан                                                                         |
| 2000      | с  | Городские ангелы          | City of Angels             | Дороти Чанг                                                                           |
| 2000      | с  | Титаны                    | Titans                     | доктор                                                                                |
| 2001—2004 | с  | Дни нашей жизни           | Days of Our Lives          | диктор / доктор Джейнс / тележурналист / доктор / окружной прокурор Чанг / доктор Нэш |
| 2002      | с  | Главный госпиталь         | General Hospital           | доктор Бондс                                                                          |
| 2003      | ф  | Написано кровью           | Written in Blood           | судья Кирквуд                                                                         |
| 2003      | с  | Справедливая Эми          | Judging Amy                | Шэрон Йи                                                                              |
| 2004      | с  | Город века                | Century City               | судья Уиттлдер                                                                        |
| 2004      | ф  | Последнее письмо          | The Last Letter            | миссис Фонг                                                                           |
| 2005      | с  | Военно-юридическая служба | JAG                        | капитан флота                                                                         |
| 2005      | с  | Рядом с домом             | Close to Home              | доктор                                                                                |
| 2006      | с  | Медиум                    | Medium                     | бармен                                                                                |
| 2008      | с  | В последний миг           | Eleventh Hour              | женщина-врач                                                                          |
| 2009      | с  | Отчаянные домохозяйки     | Desperate Housewives       | азиатка                                                                               |
| 2009      | с  | Остаться в живых          | Lost                       | Лара Чанг                                                                             |
| 2009      | ф  | Слава                     | Fame                       | администратор                                                                         |
| 2009      | с  | Вспомни, что будет        | FlashForward               | священнослужительница в морге                                                         |
| 2010      | с  | Сестра Готорн             | Hawthorne                  | —                                                                                     |
| 2014      | с  | Убийство первой степени   | Murder in the First        | Хизер Бэнг                                                                            |
| 2014—2015 | с  | Дерзкие и красивые        | The Bold and the Beautiful | доктор Анна Ли                                                                        |
| 2016      | с  | Одинокие к 30             | Single by 30               | Кэти                                                                                  |
| 2019      | с  | Девственница Джейн        | Jane the Virgin            | медсестра                                                                             |